# Premis YoGa 2024
Els 34ns Premis YoGa foren concedits al "pitjoret" de la producció cinematogràfica de 2023 per Catacric la nit del 10 de febrer de 2024 "en un lloc cèntric de Barcelona" per un jurat anònim que ha tingut en compte les apreciacions, comentaris i suggeriments dels lectors de la seva web, i a diverses xarxes socials.

## Guardonats
| Secció           | Premi              | Nom                                  | Guanyador |
| ---------------- | ------------------ | ------------------------------------ | --- |
| Cinema estranger | Pitjor pel·lícula  | "Nancy"                              | Barbie de Greta Gerwig |
| Cinema estranger | Pitjor director    | "2 de maig"                          | Ridley Scott, per Napoleon |
| Cinema estranger | Pitjor actor       | "Robert, de nada"                    | Leonardo di Caprio, per Killers of the Flower Moon                                                                            |
| Cinema estranger | Pitjor actor       | "María Antonieta"                    | Joaquin Phoenix per Napoleon                                                                                                  |
| Cinema estranger | Pitjor actriu      | "Loli Tormento"                      | Michelle Yeoh per A Haunting in Venice                                                                                        |
| Cinema espanyol  | Pitjor pel·lícula  | "Espina de oro"                      | La imatge permanent de Laura Ferrés                                                                                           |
| Cinema espanyol  | Pitjor director    | "Vuelve por el camino"               | Javier Fesser, per Campeonex                                                                                                  |
| Cinema espanyol  | Pitjor actor       | "No todas las películas son iguales" | Luis Tosar, per Fatum, de Juan Galiñanes, i Todos los nombres de Dios, de Daniel Calparsoro                                   |
| Cinema espanyol  | Pitjor actriu      | "La ciudad no es para mí"            | Laia Costa, per Els encantats d’Elena Trapé , Un amor, d'Isabel Coixet, i El mestre que va prometre el mar, de Patricia Font. |
| Especials        | Empresa televisiva | "la mala educación"                  | Part d’una part dels assistents a la gala dels Premis Gaudí de 2024 (mentre hi havia actuacions a l’escenari).                |
| Especials        | Estrenes           | "Oppenheimer"                        | Asteroid City de Wes Anderson                                                                                                 |
| Especials        | Un dels nostres    | "Pels pels"                          | Jordi Basté i Duran |